# Ungarischer Meister (Eishockey)
Der Ungarische Meister im Männer-Eishockey wird seit 1936 in der Ungarischen Eishockeyliga ausgespielt. Seit 1994 wird parallel die ungarische Frauenmeisterschaft im Eishockey ausgespielt, deren Rekordsieger das Frauenteam von MAC Budapest (ehemals Marylin HC, UTE-Marylin) ist.

## Männer
- 1936/37: Budapesti Korcsolyázó Egylet (BKE)
- 1937/38: BKE
- 1938/39: BKE
- 1939/40: BKE
- 1940/41: Budapesti Budai Torna Egylet (BBTE)
- 1941/42: BKE
- 1942/43: BBTE
- 1943/44: BKE
- 1944/45: nicht ausgetragen
- 1945/46: BKE
- 1946/47: MTK Budapest
- 1947/48: MTK Budapest
- 1948/49: MTK Budapest
- 1949/50: Meteor Mallerd
- 1950/51: Kinizsi SE Budapest
- 1951/52: Vörös Meteor Budapest
- 1952/53: Postás SE Budapest
- 1953/54: Postás SE Budapest
- 1954/55: Kinizsi SE Budapest
- 1955/56: Kinizsi SE Budapest
- 1956/57: Vörös Meteor Budapest
- 1957/58: Újpesti Dózsa
- 1958/59: Vörös Meteor Budapest
- 1959/60: Újpesti Dózsa
- 1960/61: Ferencvárosi TC (FTC)
- 1961/62: FTC
- 1962/63: Vörös Meteor Budapest
- 1963/64: FTC
- 1964/65: Újpesti Dózsa
- 1965/66: Újpesti Dózsa
- 1966/67: FTC
- 1967/68: Újpesti Dózsa
- 1968/69: Újpesti Dózsa
- 1969/70: Újpesti Dózsa
- 1970/71: FTC
- 1971/72: FTC
- 1972/73: FTC
- 1973/74: FTC
- 1974/75: FTC
- 1975/76: FTC
- 1976/77: FTC
- 1977/78: FTC
- 1978/79: FTC
- 1979/80: FTC
- 1980/81: Alba Volán Székesfehérvár
- 1981/82: Újpesti Dózsa
- 1982/83: Újpesti Dózsa
- 1983/84: FTC
- 1984/85: Újpesti Dózsa
- 1985/86: Újpesti Dózsa
- 1986/87: Újpesti Dózsa
- 1987/88: Újpesti Dózsa
- 1988/89: FTC
- 1989/90: Jászberényi Lehel SE
- 1990/91: FTC
- 1991/92: FTC
- 1992/93: FTC
- 1993/94: FTC
- 1994/95: FTC
- 1995/96: Dunaferr SE Dunaújváros
- 1996/97: FTC
- 1997/98: Dunaferr SE Dunaújváros
- 1998/99: Alba Volán Székesfehérvár
- 1999/2000: Dunaferr SE Dunaújváros
- 2000/01: Alba Volán - Fevita
- 2001/02: Dunaferr SE Dunaújváros
- 2002/03: Alba Volán - Fevita
- 2003/04: Alba Volán - Fevita
- 2004/05: Alba Volán - Fevita
- 2005/06: Alba Volán - Fevita
- 2006/07: Alba Volán - Fevita
- 2007/08: Alba Volán SC
- 2008/09: Alba Volán SC
- 2009/10: Alba Volán SC
- 2010/11: Alba Volán SC
- 2011/12: Sapa Fehérvár AV19
- 2012/13: Dunaújvárosi Acélbikák
- 2013/14: Dunaújvárosi Acélbikák
- 2014/15: Miskolci Jegesmedvék JSE
- 2015/16: Miskolci Jegesmedvék JSE
- 2016/17: DVTK Jegesmedvék
- 2017/18: MAC Budapest
- 2018/19: FTC
- 2019/20: FTC
- 2020/21: FTC
- 2021/22: FTC
- 2022/23: FTC
- 2023/24: FTC
- 2024/25: MAC Budapest

### Meisterschaften nach Vereinen
| Verein                                         | Titel | Jahr |
| ---------------------------------------------- | ----- | --- |
| Ferencvárosi TC (FTC)*                         | 28    | 1951, 1955, 1956, 1961, 1962, 1964, 1967, 1971, 1972, 1973, 1974, 1975, 1976, 1977, 1978, 1979, 1980, 1984, 1989, 1991, 1992, 1993, 1994, 1995, 1997, 2019, 2020, 2021, 2022, 2023, 2024 |
| Újpesti TE/Újpesti Dózsa                       | 13    | 1958, 1960, 1965, 1966, 1968, 1969, 1970, 1982, 1983, 1985, 1986, 1987, 1988 |
| Alba Volán Székesfehérvár                      | 13    | 1981, 1999, 2001, 2003, 2004, 2005, 2006, 2007, 2008, 2009, 2010, 2011, 2012 |
| Budapesti Korcsolyázó Egylet                   | 7     | 1937, 1938, 1939, 1940, 1942, 1944, 1946 |
| Dunaújvárosi Acélbikák/Dunaferr SE Dunaújváros | 6     | 1996, 1998, 2000, 2002, 2013, 2014 |
| Vörös Meteor Budapest                          | 5     | 1950, 1952, 1957, 1959, 1963 |
| MTK Budapest                                   | 3     | 1947, 1948, 1949 |
| Miskolci Jegesmedvék JSE                       | 3     | 2015, 2016, 2017 |
| Postás SE Budapest                             | 2     | 1953, 1954 |
| Budapesti Budai Torna Egylet                   | 2     | 1941, 1943 |
| MAC Budapest                                   | 2     | 2018, 2025 |
| Jászberényi Lehel SE                           | 1     | 1990 |

- Die ersten drei Meistertitel gewann Ferencvárosi TC unter dem Namen Kinizsi SE Budapest.

## Frauen
| Jahr | Meister             | Vizemeister     |
| ---- | ------------------- | --------------- |
| 1994 | Lombardi Marilyn HC | Burger King     |
| 1995 | Marilyn HC          | Amazonok        |
| 1996 | Marilyn HC          | Amazonok        |
| 1997 | Marilyn HC          | Amazonok        |
| 1998 | Marilyn HC          | Amazonok        |
| 1999 | Marilyn HC          | Amazonok        |
| 2000 | Marilyn HC          | Amazonok        |
| 2001 | Marilyn HC          | Amazonok        |
| 2002 | Marilyn HC          | Amazonok        |
| 2003 | Marilyn HC          | FTC-Amazonok    |
| 2004 | UTE-Marilyn         | FTC-Amazonok    |
| 2005 | UTE-Marilyn         | Justicia SC     |
| 2006 | FTC Stars           | UTE-Marilyn     |
| 2007 | UTE-Marilyn         | FTC Stars       |
| 2008 | FTC Stars           | UTE-Marilyn     |
| 2009 | UTE-Marilyn         | UTE-Marilyn U18 |
| 2010 | UTE-Marilyn         | FTC             |
| 2011 | MTK-Ex HCit         | UTE-Marilyn     |
| 2012 | Budapest Stars      | Marilyn HC      |
| 2013 | Vasas HC            | Marilyn HC      |
| 2014 | Marilyn HC          | Vasas HC        |
| 2015 | KMH Budapest        | Marilyn HC      |
| 2016 | KMH Budapest        | MAC Budapest    |
| 2017 | KMH Budapest        | Gepárdok        |
| 2018 | KMH Budapest        | MAC Budapest    |
| 2019 | KMH Budapest        | MAC Budapest    |
| 2020 | KMH Budapest        | MAC Budapest    |
| 2021 | MAC Budapest        | KMH Budapest    |
| 2022 | KMH Budapest        | MAC Budapest    |
| 2023 | Hokiklub Budapest   | MAC Budapest    |

### Statistik
| Team                        | Anzahl | Jahre                                                                                                |
| --------------------------- | ------ | --- |
| MAC / UTE-Marylin / Marylin | 17     | 1994, 1995, 1996, 1997, 1998, 1999, 2000, 2001, 2002, 2003, 2004, 2005, 2007, 2009, 2010, 2014, 2021 |
| KMH / Hokiklub              | 8      | 2015, 2016, 2017, 2018, 2019, 2020, 2022, 2023                                                       |
| Ferencvárosi TC Stars       | 2      | 2006, 2008                                                                                           |
| Vasas HC / Budapest Stars   | 2      | 2012, 2013                                                                                           |
| MTK                         | 1      | 2011                                                                                                 |